# Dreptacz bagienny
Dreptacz bagienny (Badister peltatus) – gatunek chrząszcza z rodziny biegaczowatych i podrodziny dzierowatych.

## Taksonomia
Gatunek ten opisany został po raz pierwszy w 1796 roku przez Georga W.F. Panzera pod nazwą Carabus peltatus. Wyróżnia się w jego obrębie dwa podgatunki:
- Badister peltatus peltatus (Panzer, 1796)
- Badister peltatus sibiricus Reitter, 1900

## Morfologia
Chrząszcz o wydłużonym ciele długości od 4,3 do 5,2 mm.
Głowa jest węższa niż u B. dilatatus, wyraźnie węższa niż przedplecze, ciemnobrunatna do czarnej z żółtobrązowymi do brunatnych czułkami i głaszczkami. Warga górna jest na przedniej krawędzi ostro, V-kształtnie wycięta. Aparat gębowy ma żuwaczki o lekko tylko przed szczytem zakrzywionych krawędziach zewnętrznych, niesymetryczne, lewa ma wykrojoną krawędź wewnętrzną, natomiast prawa nie ma wykrojenia na krawędzi zewnętrzno-grzbietowej. Ostatni człon głaszczków szczękowych jest spiczasty.
Przedplecze jest silnie sercowate, od 1,38 do 1,56 raza szersze niż dłuższe, krótsze niż u B. dilatatus, węższe niż u B. dilatatus i B. collaris, mocniej niż u B. collaris  zwężone ku zauważalnie, acz zwykle słabo zaznaczonym kątom tylnym. Ubarwienie ma ciemnobrunatne do czarnego z wąsko żółtobrązowo obwiedzionymi krawędziami bocznymi. Eliptyczne w zarysie pokrywy są ciemnobrunatne do czarnych z żółtobrunatnie rozjaśnionymi szwem i brzegami bocznymi, o lekko wysklepionych międzyrzędach, silniej niż u B. collaris wgłębionych rzędach i bardziej niż u wspomnianego gatunku zmatowiałej powierzchni. Za tarczką znajduje się co najwyżej płytki wcisk. Powierzchnie pokryw mają po jednym chetoporze (punkcie szczecinkowym) przytarczkowym i po dwa chetopory dyskalne. Skrzydła tylnej pary są w pełni wykształcone. Na spodzie ciała epipleury są żółtobrązowe do brązowych i nie odbiegają odcieniem od episternitów zatułowia, co najwyżej w tyle są nieco jaśniejsze. Kolor odnóży jest żółtobrunatny.
Genitalia samca cechują się edeagusem zaokrąglonym w widoku brzusznym wierzchołka i haczykowatym ząbku umieszczonym szczytowo.

## Ekologia i występowanie
Owad rozmieszczony na nizinach. Higrofil. Zamieszkuje siedliska wilgotne i całkowicie lub częściowo zacienione, w tym porośnięte roślinnością pobrzeża niewielkich wód stojących, także okresowo wysychających, lasy zalewowe, mokradła i torfowiska. Postacie dorosłe aktywne są od wiosny do jesieni i stanowią stadium zimujące. Przylatują do sztucznych źródeł światła.
Gatunek palearktyczny. Podgatunek nominatywny znany jest z Hiszpanii, Irlandii, Wielkiej Brytanii, Francji, Belgii, Holandii, Niemiec, Szwajcarii, Austrii, Włoch, Danii, Szwecji, Finlandii, Estonii, Łotwy, Polski, Czech, Słowacji, Węgier, Białorusi, Ukrainy, Mołdawii, Rumunii, Bułgarii, Słowenii, Chorwacji, Bośni i Hercegowiny, Serbii, Czarnogóry, Albanii, Macedonii Północnej, Grecji, europejskiej części Rosji oraz anatolijskiej części Turcji. Podgatunek B. p. sibiricus jest endemitem Syberii. Na wschód gatunek dociera do Bajkału.
Na „Czerwonej liście gatunków zagrożonych Republiki Czeskiej” umieszczony jest jako gatunek bliski zagrożenia wymarciem (NT).